# Upmark (släkt)

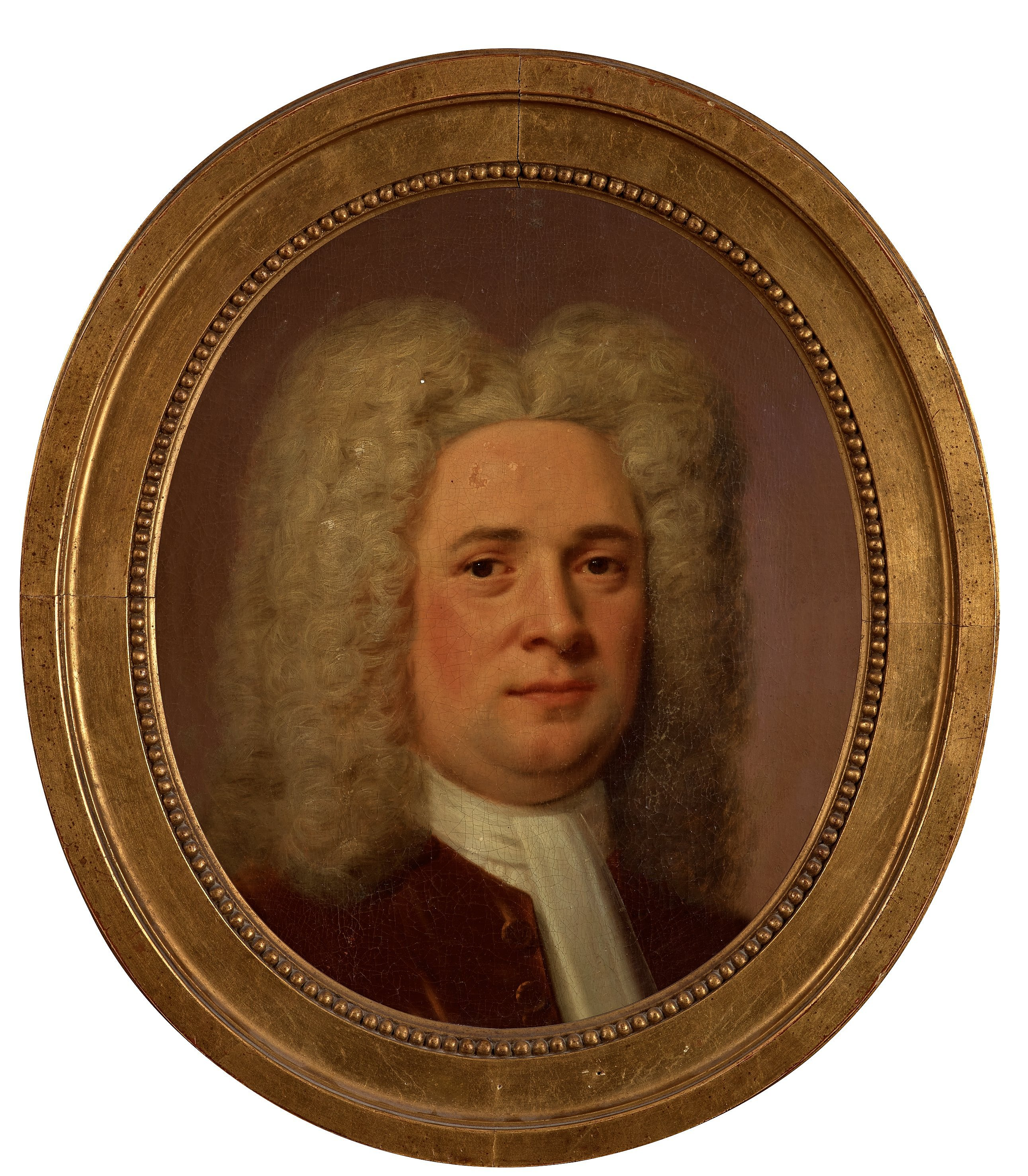
Johan Upmarck, adlad Rosenadler

Upmark är namnet på en svensk släkt som kan följas tillbaka till Erik Pålsson som föddes 1515 och kom ursprungligen från Själevads socken.
I släkten finns bland annat följande medlemmar:
- Johan Eriksson Upmarck (1664-1743) adlad Rosenadler, professor, kansliråd och statssekreterare. Johan och hans bror Göran upptog släktnamnet Upmarck efter staden Uppsala; senare ändrades det till Upmark av ättlingar.
- Frans Gustaf Upmark (1785-1838), bildade storgodset Hammar gård i Västerhaninge socken.
- Gustaf Upmark den äldre (1844-1900), konsthistoriker och museiman.
- Herman Upmark (1845-1874), ingenjör, offret i mordet "Hjert och Tector".
- Gustaf Upmark den yngre (1875-1928), etnolog och författare.
- Johan Upmark (1876-1964), militär.
- Erik Upmark (1904-1990), civilingenjör och generaldirektör för Statens Järnvägar (SJ) åren 1949–1969.
- Gustaf Oscar Mauritz Upmark (1905-1979), biträdande direktör i Skandiakoncernen.